# Кишинёвский судебный процесс
Кишинёвский суде́бный проце́сс — один из послевоенных советских открытых судов в отношении иностранных военнослужащих, обвиняемых в совершении военных преступлений в период Второй мировой войны. Судили 10 военнопленных: 3 немецких военнослужащих (во главе с генерал-майором вермахта С. фон Девицем-Кребсом) и 7 румынских военнослужащих и жандармов (во главе с полковником Д. Мариною).
Их обвиняли в совершении военных преступлений на территории оккупированной немецко-румынскими войсками Молдавии, а также Украинской ССР. В обвинительном заключении фигурировали следующие преступления: убийства мирного гражданского населения (в том числе в ходе Холокоста и под предлогом борьбы с партизанами), уничтожение населенных пунктов (в том числе Кишинёва) при отступлении, принуждение населения к оборонительным работам, убийства советских военнопленных, создание «тифозного заповедника» для массового уничтожения крестьян, угон населения в Германию на принудительные работы.
В итоге все военнопленные были признаны виновными: 8 лиц получили по 25 лет, а остальные 2 лица (все румыны) по 20 лет каторжных работ. После смерти Сталина выжившие осуждённые после 1955 года были репатриированы в ФРГ и Румынию, то есть фактически отпущены на свободу.

## Название процесса
В советских газетах 1947 года (например, в Известиях) процесс назывался: «Судебный процесс по делу о зверствах немецко-фашистских захватчиков на территории Молдавии». В обвинительном заключении процесс назывался делом "о зверствах и злодеяниях немецко-румынских захватчиков на территории Молдавской ССР".

## Предыстория

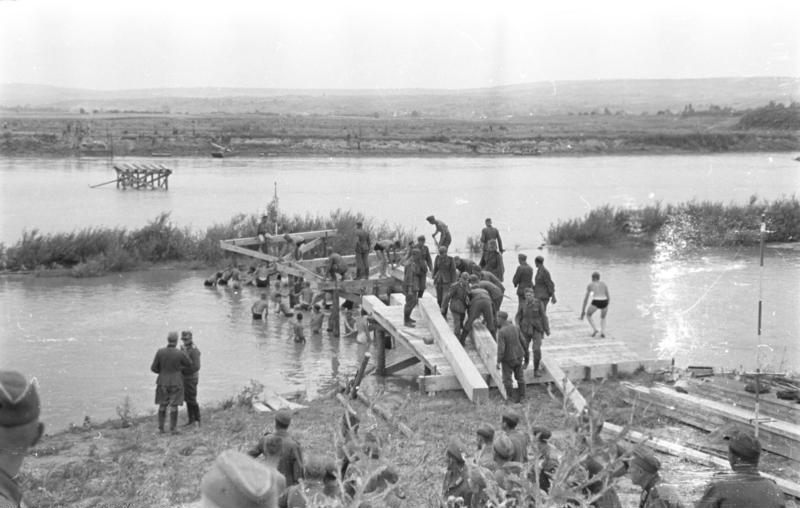
Немецкие и румынские войска готовят переправу через Прут, 1 июля 1941 года

В результате Первой мировой войны Румыния оккупировала принадлежавшую России Бессарабию, а также входившую в состав Австро-Венгрии Буковину. СССР право Румынии на Бессарабию не признавал. В июне 1940 года Бессарабия и Северная Буковина были присоединены к СССР. После присоединения большая часть Бессарабии с Кишинёвом была объединена с Молдавской АССР в новую союзную республику — Молдавскую ССР. Южная Бессарабия и Северная Буковина были присоединены к Украинской ССР.
22 июня 1941 года Румыния (одновременно с Германией) начала боевые действия против СССР. 26 июля 1941 года вся территория Молдавской ССР была полностью оккупирована немецко-румынскими войсками. В отличие от большинства других западных территорий СССР (Западной Украины, Литвы, Латвии) в Бессарабии и Северной Буковине советская власть после начала войны сохранялась относительно долго, что позволило многим местным жителям эвакуироваться. Например, в Кишиневе, куда немецко-румынские войска вошли 16 июля 1941 года, оставалось около 9 тысяч евреев (по переписи 1930 года в Кишиневе проживали более 40 тысяч евреев).

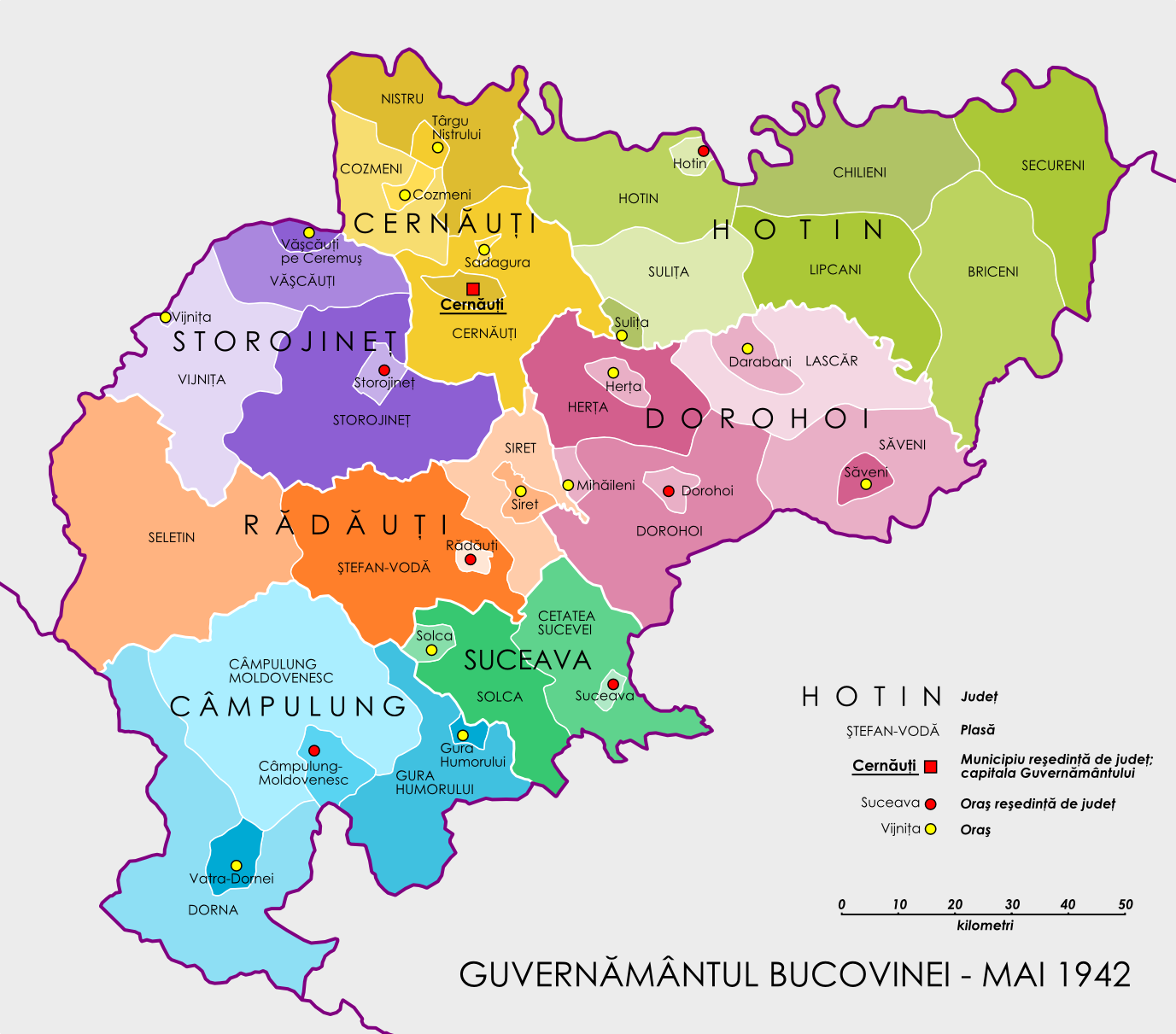
Губернаторство Буковина с включёнными в него в сентябре 1941 года Герцей и Дорохоем

Вся Бессарабия, Северная Буковина, а также территория между Днестром и Южным Бугом (Транснистрия, согласно советскому административно-территориальному делению — Одесская область, часть Винницкой области и левобережье Молдавии) были фактически включены в состав «Великой Румынии». Де-юре это были территории с различным правовым статусом: Бессарабия была официально включена в состав Румынии, а над Транснистрией, согласно «Бендерскому договору», осуществлялась только временная румынская администрация. Фактически же оккупационный режим в Транснистрии почти не отличался от оккупационного режима в Бессарабии. При этом в Транснистрии почти не было румын. Проведенный оккупантами учёт этнических румын выявил (несмотря на то, что переписчики записывали молдаван румынами, а также получили для раздачи желающим записаться румынами 35 тысяч подарочных пакетов, в каждом из которых было 2 кило соли, 1 килограмм мыла, 10 коробков спичек и 3 пачки табака, а в некоторых также полкилограмма сахара) в Транснистрии всего около 200 тысяч румын.
Буковина была включена в состав губернаторства Буковина, к которому в сентябре 1941 года присоединены Дорохой (никогда не входивший в состав СССР) и Герца.
Несмотря на то, что Бессарабия и Буковина рассматривались румынскими властями как румынские территории, на них не распространялся тот же правовой режим, что и на остальную Румынию. Бессарабия и Буковина были превращены в особые провинции, где румынские законы и общерумынский порядок управления действовали ограниченно. Эта ситуация была закреплена в указе № 790 от 3 сентября 1941 года, который устанавливал, что действие любого закона Румынии в Бессарабии и Буковине могло быть приостановлено губернатором с согласия Антонеску. В Бессарабии и Буковине были созданы директораты, которые там исполняли полномочия общерумынских министерств. Главы директоратов подчинялись губернаторам, а министерствам было запрещено принимать к рассмотрению жалобы, поступавшие из Бессарабии и Буковины. Формально для переписки между министерствами и губернаторами был создан Военно-гражданский кабинет по управлению Бессарабией, Буковиной и Транснистрией, в который каждое министерство выделило своего представителя и офицера связи. Однако уже 13 ноября 1941 года Антонеску предписал губернаторам провинций каждую бумагу, поступающую от бухарестских властей, разорвать и вернуть отправителю в разорванном виде.

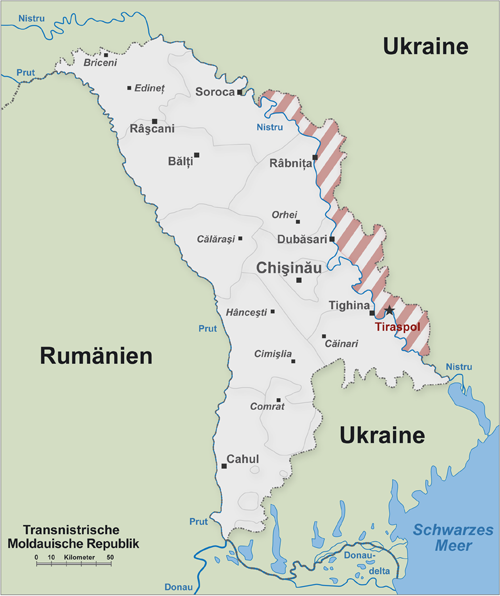
Карта губернаторства Транснистрия (в 1941—1944 годах под румынским временным управлением)

Особый статус на оккупированной территории имело многочисленное немецкое население — фольксдойче. В Бессарабии местных гражданских немцев почти не было — их репатриировали в короткий период советской власти. Однако в Транснистрии немецкое население было многочисленным. В результате регистрации 1943 года на территории Транснистрии было зафиксировано 130 866 этнических немцев. В основном это было сельское население. Всего же на всей оккупированной советской территории в 1943 году (как следует из записи разговора в июне 1943 года с советником министра Байлем и советником высшего командования Хемпелем в Восточном министерстве труда) проживали 200 тысяч фольксдойче (из них 90 % в сельской местности). Таким образом, Транснистрия стала местом, где было сосредоточено подавляющее большинство фольксдойче оккупированной советской территории. При этом фольксдойче Транснистрии до войны были гражданами СССР.
Фольксдойче Транснистрии находились в ведении не румынской администрации, а Особой команды «Р» (нем. Sonderkommando R(ussland)),
которая в свою очередь входила в специальную Службу по делам местных немцев (Volksdeutsche Mittelstelle, VoMi/ФоМи) в статусе Главного управления СС. Возглавлял Особую команду «Р» оберфюрер (с 1943 года бригадефюрер) СС Х. Хоффмейер.
В Транснистрии действовали 18 комендатур Особой команды «Р» (в том числе в немецких колониях Раштадт, Вормс, Шпайер, Маннгейм, Хоффнунгсталь).
Территориально фольксдойче Транснистрии проживали как на территории Одесской области Украинской ССР, так и в Молдавской ССР (на Левобережье Днестра — в бывшей Молдавской АССР). К северу от Тирасполя располагались глюкстальские колонии; между Южным Бугом и Тилигулом — березанские колонии, а в районе Одессы — кучурганские и крослибентальские колонии.
Из фольксдойче Транснистрии были образованы отряды самообороны (Volksdeutscher Selbstschutz), подчинявшиеся комендантам Особой команды «Р». Общая численность самообороны составляла:
- Середина марта 1942 года — около 7 тыс. чел.;
- Конец 1942 года — 5 тыс. человек;
- Начало 1943 года — 8,5 тыс. — 9 тыс. чел.

Кроме того, около 3 тысяч немцев Транснистрии весной 1943 года были призваны в войска СС и в вермахт. В марте — апреле 1944 года немецкое население из Транснистрии было эвакуировано. Всего было вывезено более 130 тысяч фольксдойче, которые в итоге оказались в Вартегау (оккупированная вермахтом Польша).
В 1944 году статус Транснистрии и Бессарабии был фактически изменён. 26 января 1944 года в Транснистрии была ликвидирована румынская гражданская администрация. 21 марта 1944 года Транснистрия перешла под временное управление вермахта.
Период оккупации продолжался около 3-х лет. Освобождена территория Молдавской ССР была в два этапа. В марте — апреле 1944 года в результате нескольких (Уманско-Ботошанской, Одесской и Проскуро-Черновицкой) операций были освобождены Северная Буковина, Транснистрия, а также часть Молдавии. Остальная часть Молдавии (с Кишинёвом) была освобождена в августе 1944 года в ходе Ясско-Кишинёвской операции.

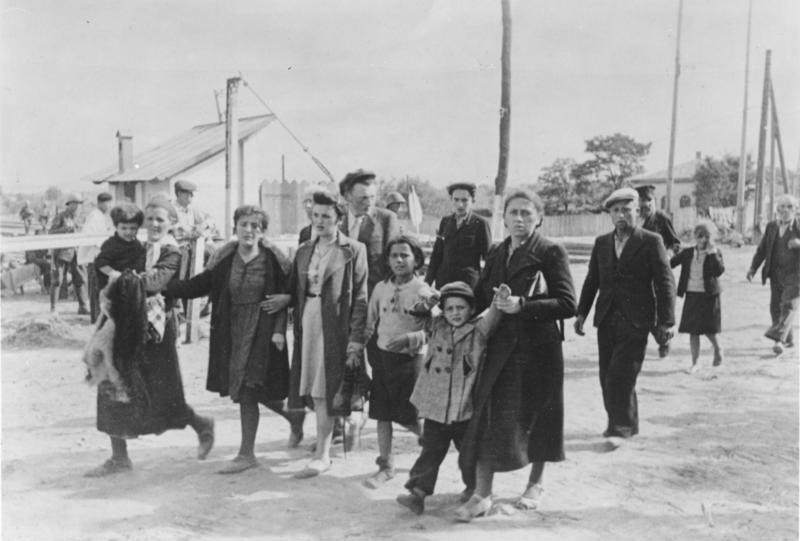
Румыны ведут евреев-партизан и членов их семей на место сбора, Кишинёв, 1941 год

В период оккупации проводилась «румынизация» местного населения (кроме немцев). В результате оккупации были убиты 64 тысячи человек, более 47 тысяч угнаны, а города и села (в том числе Кишинёв) были разрушены. Погибло много евреев, цыган и советских активистов.
Борьба с евреями началась ещё до вступления румын на советскую территорию. 20 июня 1941 года Ион Антонеску приказал префектам всех уездов Молдовы, Северной Добруджи и двух уездов Валахии (то есть префектам приграничных с СССР территорий) в целях борьбы со шпионами и советскими агентами, поддерживаемых еврейским населением, всех евреев от 18 до 60 лет сконцентрировать в еврейских кварталах городов, причем власти были обязаны взять из числа евреев заложников, которые «подлежали расстрелу в случае совершения террористического акта или мятежа». В ответ на советскую бомбардировку Ясс (26 июня 1941 года) там произошел погром, а уцелевших евреев по приказу Иона Антонеску вывезли из города на «поездах смерти». 30 июня 1941 года Антонеску приказал казнить всех евреев из Ясс, которые являются коммунистами, или у которых будут найдены красные флаги либо оружие. При отступлении из бессарабских Скулян, румыны увели их население в Румынию. Затем была создана специальная комиссия из жителей Скулян, которая отобрала из числа угнанных тех, кто сотрудничал с советской властью, после чего 27 июня 1941 года около Стынка-Розновану 311 евреев были расстреляны румынскими солдатами при поддержке добровольцев из Скулян, а неевреи были отпущены. После возвращения в Бессарабию румыны предали просоветских активистов (неевреев) из Скулян военному суду за измену Румынии, по итогам которого они получили различные сроки лишения свободы (к смерти никто не был приговорён).
Многие евреи Кишинева перед приходом немецко-румынских войск бежали в села, где в дальнейшем были уничтожены. В самом Кишиневе с 17 июля 1941 года команда Ek 11а во главе с немецким писателем-националистом Паулем Цаппом действовала совместно с румынской полицией: до 24 июля 1941 года казнили 77 коммунистов и 68 евреев-мужчин. В городе военным комендантом полковником Думитру Тудосе было создано гетто, в котором собрали евреев Кишинёва и его окрестностей. В конце июля 1941 года в Кишинёвском гетто содержалось до 10,5 тысяч евреев. После того, как в конце июля 1941 года была стрельба у угольного склада, то Цапп по согласованию с Думитру Тудосе провел массовый расстрел: Цапп отобрал 551 еврея (мужчин, женщин и детей), которых вывели и расстреляли, сохранив жизнь пожилым евреям (они засыпали трупы землей), которым велели вернуться в гетто и передать, что убитые были коммунистами и что евреев ждет такая же участь, если они будут вступать в сговор с врагом. После войны, в сентябре 1948 года, свидетель Александру Герович (бывший узник Кишиневского гетто) показал, что всего были расстреляны 412 евреев. Убийства кишиневских евреев продолжились после ухода Ek 11а на восток. При этом участники нападений на евреев не несли наказания. Более того, порой сами потерпевшие, подавшие жалобы властям, подвергались наказанию.
В частности, 28 августа 1941 года румынские солдаты, которые ехали на фронт, забросали камнями, тяжело ранив 12 человек (их доставили в кишиневский госпиталь), евреев Кишиневского гетто, которые были отправлены на работы на станцию Гидигич. Евреи подали жалобу властям, которую рассмотрела комиссия по главе с генералом Панициу и пришла к ложному выводу, что солдаты дали отпор еврейским провокациям. Военный комендант Д. Тудосе 29 августа 1941 года доложил своему начальству о выводах комиссии и о том, что принял меры. В итоге все 350 евреев (потерпевшие и свидетели инцидента) были расстреляны румынами под командованием подполковника Николае Деляну и майора Еуджена Болэчяну.
Продолжали уничтожать евреев в румынской зоне оккупации также немецкие команды. В частности, в августе 1941 года Бруно Мюллер, командир команды Ek 11b, приказал своим подчиненным уничтожить всех оставшихся евреев Бендер — 155 человек разного пола и возраста (их уничтожили за один день). 9 августа 1941 года унтерштурмфюрер СС Генрих Фрёлих (команда Ek 11b) на основании письменного приказа Иона Антонеску приказал заместителю начальника жандармского легиона Килия Георге Вету расстрелять 451 еврея из лагеря в селе Татарешты, что и было исполнено в тот же день. При этом Вету обыскал трупы и присвоил ценные вещи казнённых. Немецкая айнзатцгруппа D во главе с Отто Олендорфом уничтожала евреев в Северной Буковине. Уничтожени евреев велось как самостоятельно, так и совместно с румынами. В частности, в Черновицы румыны вступили 5 июля, а зондеркоманда Ek 10b во главе с Алоисом Перштерером 6 июля 1941 года. Румыны сразу начали проводить аресты и убийства евреев — с помощью местных активистов. После трёх дней зверств румынских солдат в Черновицах были подобраны около 600 трупов, многие из которых были изуродованы от взрывов гранат. Перштерер собрал совещание подчиненных, которым указал, что следует уничтожить видных евреев, коммунистов, комиссаров и, возможно, цыган. 6 июля 1941 года Ek 10b подожгла синагогу в Черновицах. 7 июля 1941 года Ek 10b провела обыски в еврейских кварталах и задержала 101 мужчину (в основном это были представители еврейской интеллигенции), которых мелкими группами расстреляли на окраине Черновиц. Часть евреев группа Ek 10b привела в бывший Национальный еврейский дом, после чего отбыла из Черновиц. В здании бывшего Национального еврейского дома скопилось около 2 тысяч евреев (часть привели немцы, часть румыны). 9 июля 1941 года из этих евреев 500 человек румыны расстреляли, а остальным сообщили, что те свободны и начали по ним стрелять из пулемёта. Часть евреев бежала, но из беглецов многие позднее погибли от рук румынских солдат в Черновицах.
Евреев Белгорода-Днестровского и окрестных сел (2,5 — 3 тысячи человек) румыны согнали в синагоги, присоединили к ним 12 неевреев (советских активистов), после чего по приказу полковника Марчела Петалэ вывезли ночью в карьер за городом, где всех расстреляли.
В Северной Буковине уничтожением евреев летом 1941 года также занимались украинские националисты. В частности, в Нижних Становцах в начале июля 1941 года власть захватил (до прихода румын) украинский комитет, который арестовал всех евреев и начал их убивать — убийства были остановлены прибывшими румынскими жандармами. Украинские националисты убивали евреев также в других населенных пунктах. Впрочем, взаимодействие румын и украинских националистов оказалось кратковременным. После 10 июля 1941 года румыны арестовывали украинцев, которые занимались политической деятельностью, причем некоторых из них жандармы расстреляли на месте. До 12 января 1942 года румынский военный трибунал приговорил 334 украинцев к выдворению за нелегальный переход границы, оскорбление нации и распространение ложной информации. Часть этих украинцев выдворили на территорию генерал-губернаторства и рейхскомиссариата «Украина», а часть по приказу Антонеску от 22 апреля 1942 года отправили в концентрационный лагерь. В феврале 1942 года румыны добились от немцев закрытия бюро ОУН в Черновицах.
В сентябре 1941 года в районе Дубоссар были уничтожены несколько тысяч евреев (местных и согнанных из Транснистрии). Уничтожение провела команда немцев во главе с фельдфебелем Вальтером Келлером, которой помогали сотрудники румынской жандармерии и местной полиции во главе с примаром Дубоссар Деменчуком.

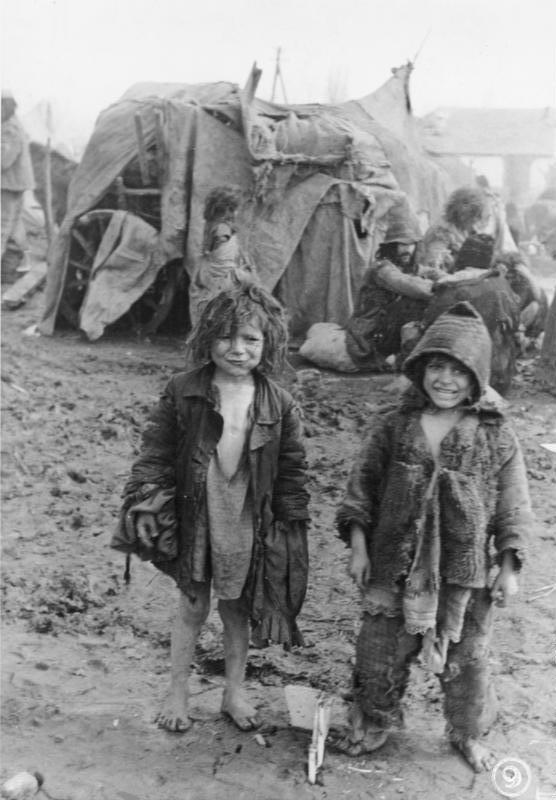
Цыгане в районе Тирасполя, 6 апреля 1944 года

На территорию Транснистрии в свою очередь сгонялись для уничтожения евреи из других территорий. По данным румынского правительства (которые историк В. А. Солонарь считает сомнительными), в конце 1941 года в Транснистрию депортировали около 86 тысяч евреев из Буковины и около 56 тысяч евреев из Бессарабии. В итоге на начало августа 1942 года в Кишинёве осталось 183 еврея, а в других населенных пунктах Бессарабии было 125 евреев. В Буковине на 1 сентября 1942 года ещё оставались 17963 еврея. Депортировали в Транснистрию евреев также с территории Румынии, которая не была прежде в составе СССР. Так, 26 июня 1942 года в Транснистрию был отправлен транспорт, который увез 1110 евреев из Черновиц и 52 еврея из уезда Дорохоя. Депортации из Буковины были приостановлены 13 октября 1942 года. 19 февраля 1942 года Ион Антонеску приказал депортировать в Транснистрию евреев из Бухареста (если они там жили без официального разрешения) и евреев, являвшихся активными коммунистами. 2 мая 1942 года Антонеску приказал депортировать в Транснистрию всех евреев из Венгрии, кто перешел границу. 8 августа 1942 года Антонеску приказал депортировать в Транснистрию всех евреев-коммунистов из концентрационного лагеря Тыргу-Жиу. В мае — июне 1942 года Антонеску приказал (исполнено не было) депортировать в Транснистрию членов некоторых протестантских сект. Изданные 27 июня 1942 года инструкции Генерального штаба предусматривали депортацию в Транснистрию всех уклонявшихся от принудительного труда мужчин-евреев вместе с семьями.
У всех депортированных евреев на границе Транснистрии отбирали ценности (заставляли менять рубли на леи по курсу в 40 рублей за 1 лей, тогда как для остальных жителей курс был 1 лей за 1 рубль, продавать золото по курсу в 5 раз ниже рыночного).
В селе Богдановка в конце 1941 года был создан лагерь, в котором в постройках для скота содержалось более 50 тысяч человек (евреев из Одессы, с румынских, венгерских земель и из других местностей), которых либо пригнали пешком, либо привезли по железной дороге. Во второй половине декабря 1941 — начале января 1942 года в Богдановке и в её окрестностях за три недели были перебиты почти все узники лагеря, а их тела были сожжены. Эту операцию провели подразделения румынской жандармерии при поддержке местной вспомогательной полиции, служащие комендатур Особой команды «Р» при участии около 60 членов самообороны
из немецких сел, находившихся на территории Раштадтской комендатуры. В январе — апреле 1942 года отряды немецкой самообороны участвовали в массовых расстрелах евреев Одессы (их направили румынские власти) в районе станции Берёзовка. Тогда погибло около 10 тысяч человек. В дальнейшем отряды немецкой самообороны привлекались к расстрелам мирного населения вплоть до марта 1944 года, когда фольксдойчи были вывезены из Транснистрии.
В 1943 году после поражения под Сталинградом румынская политика изменилась: началось возвращение депортированных из Транснистрии и прекратились чистки. В марте 1943 года губернаторы Бессарабии и Буковины — Константин Войкулеску и Корнелиу Калотеску — были сняты с должностей по обвинению в том, что они допустили порчу и разбазаривание бывшей еврейской и немецкой собственности, а также имущества лиц, бежавших из-за войны, которое должно было достаться ветеранам войны и колонистам и Румынии. Как отмечает историк В. А. Солонарь, после этих отставок румынские власти отказались от планов по очищению и реконструкции обеих провинций. Законом от 31 августа 1943 года было отменено право (на практике не применявшееся) Центрального бюро румынизации секвестировать или ликвидировать предприятия, не осуществившие румынизацию персонала. В марте 1943 года Антонеску разрешил остаться в Бессарабии полякам и украинцам, которые туда переселились при советской власти (на февраль 1943 года таких переселенцев было около 10 тысяч, немецкие власти не разрешали им возвращаться на родину), и приказал дать им возможность жить «в человеческих условиях».
8 июля 1943 года Ион Антонеску утвердил разрешение о возвращении из Транснистрию в Румынию части депортированных евреев:
- инвалидов войны;
- вдов и сирот ветеранов войны;
- «родителей павших на поле брани» воинов;
- бывших солдат румынской армии;
- евреев, крещённых до 1920 года;
- лиц старше 70 лет.

12 ноября 1943 года Антонеску издал приказ о возвращении евреев в Бессарабию и Буковину, начиная с тех же категорий евреев и «необходимых стране профессиональных специалистов». В декабре 1943 года из Транснистрии в Румынию (в основном в уезд Дорохоя) вернулись 7 тысяч евреев.
Кроме того на румынские власти пыталось давить американское правительство. Около 13 сентября 1942 года швейцарское посольство передало румынскому правительству ноту из США, в которой сообщалось, что в случае депортации румынских евреев в Транснистрию власти США могут принять карательные меры в отношении этнических румын, проживавших в США. Румынские власти параллельно с депортацией в Транснистрию поощряли попытки евреев бежать из Румынии, рискуя жизнью. Однако 24 февраля 1942 года советская подводная лодка потопила около Стамбула румынское судно (оно вышло с разрешения румынского правительства) с примерно 760 еврейскими беженцами, которому турецкие власти не разрешили войти в турецкие территориальные воды: спаслись только 2 пассажира. После этого еврейская эмиграция из Румынии почти полностью прекратилась. Однако с начала 1944 года власти Румынии вновь начали вывоз евреев в Палестину. 24 марта 1944 года началась отправка и до 15 мая 1944 года из Румынии выехали около 1 тысячи еврейских сирот на 5 малых судах. При этом желание Антонеску избавить Румынию от евреев не менялось до конца. Так, 18 августа 1944 года Антонеску запретил эвакуировать евреев из румынских городов, чтобы спасти их от гибели под бомбежками.
Преследование цыган на оккупированной территории началось намного позже, чем уничтожение евреев. Борьба с цыганами (как и борьба с евреями) велась на всей территории Румынии. Впервые Ион Антонеску выступил против цыган в феврале 1941 года на одном из заседаний Совета министров. Однако конкретные меры были приняты против цыган более чем через год. 1 мая 1942 года Антонеску приказал министерству внутренних дел подготовить план по депортации кочевых цыган. Однако после получения телеграммы губернатора Алексяну, который жаловался на нехватку рабочей силы в Транснистрии, Антонеску 13 мая 1942 года приказал отправить в Транснистрию бродяг, не знающих ремесла цыган, безземельных крестьян, безработных, а также беженцев из Трансильвании и Добруджи (впрочем, для отправки беженца требовалось согласие беженца). Однако на практике депортацию применили только в отношении цыган. 17 мая 1942 года министерство внутренних дел приказало провести перепись всех цыган следующих категорий:
- Кочевых;
- Оседлых цыган, которые либо имеют судимость, либо не имеют средств к существованию и определённых занятий.

22 мая 1942 года Антонеску приказал (без указания конкретной даты) депортировать кочевых цыган и оседлых цыган, имевших судимость. Депортация цыган началась 1 июня 1942 года — не стали ждать завершения переписи цыган. Депортацией руководил генерал Константин Василиу. Депортация продолжалась до 2 октября 1942 года — всего депортировали 11474 кочевых цыгана. Кочевых цыган просто пригнали на место.
После кочевых цыган стали депортировать оседлых. Всего в ходе переписи выявили 31438 цыган второй категории. Из них для депортации отобрали 12497 человек. Депортацию оседлых цыган Антонеску приказал начать 25 августа, но реально начали 2 сентября и провели до 16 сентября 1942 года. Оседлых цыган погрузили в девять эшелонов и доставили в Транснистрию. Везли медленно — приходилось пропускать эшелоны с войсками. В итоге поезд между Унгенами и Бендерами шел не одни, а трое суток. В итоге питания, выделенного цыганам, не хватило и на станциях вагоны закрывали, чтобы цыгане не разоряли местные сады. Число выселенных оседлых цыган превысило число цыган, этой категории учтенных по переписи 1942 года. К 9 октября 1942 года было депортировано 13245 оседлых цыган, что на 748 человек было больше числа подлежащих депортации оседлых цыган, выявленных переписью. В некоторых селах румынские жандармы вместо бежавших цыган брали и депортировали других цыган. Так как не всегда можно было отличить оседлого цыгана от этнического румына, то иногда как цыган регистрировали румын, имевших смуглый цвет кожи. 2 октября 1942 года Антонеску приостановил депортацию цыган. Затем были созданы (отдельно губернатором Алексяну и отдельно Василиу) комиссии по проверке правильности депортации оседлых цыган. В итоге по состоянию на январь 1943 года 7341 депортированный подал прошение о репатриации, причем 3941 человек приложили документы о том. что их депортировали неправильно (из этого числа 2272 человека были из категории мобилизованных и годных к мобилизации и членов их семей. При этом румынский Генеральный штаб 31 октября 1943 года приказал вычеркнуть из армейских списков и демобилизовать всех депортированных (несмотря на то, что многие румынские офицеры поддержали требования солдат-цыган разрешить их семьям вернуться на родину). Тем не менее большинство заявлений на репатриацию было отклонено. Согласно представленному 5 февраля 1943 года К. Тобеску резюме докладов жандармских и полицейских подразделений, из 1623 глав семей, проверенных властями, только 314 лицам было разрешено репатриироваться (при этом даже наличие у родителей сына на фронте не давало им права на репатриацию). Однако даже тем, кому разрешили репатриироваться, не удалось сразу вернуться — в связи с тем, что репатрианты были разносчиками тифа, министерство внутренних дел запретило возвращение репатриированных цыган из Транснистрии до мая 1943 года. Василиу противился возвращению цыган и позднее. Так, 27 февраля 1943 года Василиу приказал, чтобы годных к мобилизации репатриированных и их семьи оставляли в Румынии только если эти лица были призваны до 13 апреля 1943 года, а остальных репатриированных депортировать обратно в Транснистрию — Василиу разъяснил, что при необходимости можно их призвать и оттуда, а их семьи оставить в Транснистрии. 13 марта 1944 года Михай Антонеску приказал принять меры по эвакуации из Транснитрии всех румынских граждан вне зависимости от их этнического происхождения. Однако в виду быстрого наступления Красной Армии это оказалось сделать невозможно. 19 апреля 1944 года К. Тобеску издал приказ, согласно которому все цыгане-беженцы из Транснистрии должны были быть задержаны и привлечены к труду. Затем вышли инструкции Генерального директората жандармерии, которые предусматривали размещение прибывших в земледельческих хозяйствах для использования на тяжелых работах. Репатриированные цыгане содержались в концентрационных лагерях до 16 сентября 1944 года, когда приказом министра внутренних дел они были освобождены с предписанием отправить их на различные работы. Около половины из 25 тысяч депортированных в Транснистрию цыган погибли от болезней. Так, согласно рапорту от 7 февраля 1944 года претора района Ландау Транснистрии, из 7,5 тысяч цыган, которые там находились в декабре 1942 года, в живых остались 1,8 тысяч — 2 тысячи человек, остальные умерли от тифа.
Кроме того, из оккупированной румынско-немецкими войсками территории проводился принудительный угон населения в Германию и Румынию. В Транснистрии принудительных мобилизаций в Германию не было до осени 1943 года. Однако осенью 1943 года население Транснистрии (как и население оккупированной немцами Украины) стали угонять в Германию. Теперь румынская оккупационная администрация стала получать обязательную разнарядку на предоставление немецким властям определённого количества гражданских лиц. 25 октября 1943 года немецкий комиссар Николаева потребовал, чтобы румынская сторона немедленно предоставила 500 человек для отправки в Германию. В январе — апреле 1944 года в Транснистрии вермахт проводил систематические облавы по выявлению и отправке в Германию гражданского населения. Всего из Одесской области в Германию и Румынию были угнаны 60 082 человек. В Бессарабии 27
марта 1942 года румынские войска начали принудительную мобилизацию местного населения для отправки на работы в Румынию. Власти Румынии поддерживали угон в Германию местных жителей, не являвшихся этническими румынами. 19 мая 1944 года Ион Антонеску приказал проверить всех беженцев из Бессарабии и всех, кто не является этническими румынами (кроме необходимых румынской экономике специалистов), отправить в Германию.
Еврейское и в целом нерумынское (кроме немцев, итальянцев и болгар) население Бессарабии, Буковины и Транснистрии понесло огромный экономический ущерб от действий румынских властей, которые проводили по всей Румынии политику румынизации экономики: увольнение сотрудников-нерумын, конфискация (или принудительный выкуп по заниженным ценам) предприятий, принадлежащих нерумынам. До войны в экономики Бессарабии и Буковины огромную роль играли евреи. По данным румынского Центрального института статистики евреи контролировали в Буковине 79,3 % торговли, 66,4 % финансов и 35,3 % промышленных предприятий. В Бессарабии евреи контролировали 77,4 % торговли, 54,8 % финансов и 42,3 % промышленных предприятий. Румынизация началась ещё до нападения на СССР. Так 17 марта 1941 года министерство национальной экономики разработало и утвердило инструкцию, согласно которой следовало отклонять все заявления о создании новых торговых и промышленных предприятий (а также об их расширении, изменении сферы их деятельности, перемены местонахождения), если эти заявления поступали от румынских граждан еврейского, венгерского, болгарского, русского, армянского, турецкого или югославского происхождения. Созданный на основании чрезвычайного указа от 2 мая 1941 года Государственный субсекретариат румынизации, колонизации и инвентаризации отклонял заявления румынских граждан венгерской и болгарской национальности о разрешении купить акции (немцам и итальянцам разрешение давали). При этом болгары Южной Бессарабии (несмотря на уговоры болгарских дипломатов) не желали выезжать в Болгарию
1 августа 1942 года министр труда докладывал, что число сотрудников-евреев во всей Румынии уменьшилось с 28225 человек на 16 ноября 1940 года до 17134 человек в декабре 1941 года. В целом в Румынии процесс румынизации собственности закончился неудачей: этнические румыны не стали большинством собственников. Согласно румынской статистике (сбор данных завершен в августе 1943 года) общая стоимость всех коммерческих и промышленных предприятий Румынии составляла 76,5 млрд леев, из которых только 37,4 млрд леев принадлежали этническим румынам. Однако в оккупированных Бессарабии и Буковине румынизация проходила иначе и там основная часть собственности оказалась передана румынам. В феврале 1942 года 91,55 % владельцев коммерческих предприятий и персонала в Бессарабии были этническими румынами (в 1940 году среди этой категории румын было только 16 %). В Бессарабии румынские власти не стали массово возвращать предприятия тем, кому они принадлежали до присоединения Бессарабии к СССР. Бессарабский губернатор К. Войкулеску вскоре после назначения на должность принял решение — аннулировать все лицензии на деятельность в сфере торговли и промышленности, выданные до 28 июня 1940 года. Затем Войкулеску аннулировал все лицензии, выданные до 31 декабря 1941 года, то есть в первые месяцы оккупации. Выдавали новые лицензии почти исключительно румынам. В результате, к августу 1943 года 99,01 % владельцев и персонала коммерческих и промышленных предприятий Бессарабии составляли румыны. Чтобы румынизация коснулась сел Южной Бессарабии, бессарабские власти разрешили проживавшим там учителям и нотариусам (это были этнические румыны этнические румыны многих сел Южной Бессарабии) заниматься торговлей (учителям и нотариусам торговать запрещалось, так как они имели статус государственных служащих).
Антонеску поощрял выезд из Бессарабии, Буковины и Транснистрии нерумынского населения. Это было частью общей политики — сохранились резолюции Антонеску о том, что не следует наказывать бежавших из Румынии и не вернувшихся обратно венгров и болгарских студентов. Румынские власти позволяли украинцам Буковины и Бессарабии переходить в оккупированную немцами Галицию, чтобы примкнуть там к отрядам ОУН, но перешедших лишали румынского гражданства. Не являющиеся этническими румынами жители Бессарабии и Северной Буковины, которые при советской власти выехали в СССР (в поисках работы или были призваны в РККА) были лишены румынского гражданства и отправлены в Транснистрию. Также было отказано в праве вернуться украинцам, которые ушли в 1940 году вместе с эвакуированными немцами. Вернуться разрешили лишь части эвакуированных немцев. Этническим украинцам Северной Буковины, бежавшим в марте — апреле 1944 года в Южную Буковину, было запрещено оттуда выезжать на другие территории Румынии.
Сельского хозяйства румынизация коснулась слабо в том числе из-за противодействия И. Антонеску. 16 июля 1941 года Антонеску обещал румынским солдатам, что отличившиеся на войне смогут получить после её окончания земли на новых территориях. В марте 1942 года Антонеску дал указание начать колонизацию Бессарабии и Буковины, но в мае 1942 года он её остановил и в дальнейшем никаких колонизаций в этих провинциях не проводили. Под давлением армии в конце февраля 1943 года Антонеску утвердил решение о немедленном (не дожидаясь окончания войны) расселении 15720 ветеранов войны на 315152 гектарах земли в Бессарабии, но нет никаких данных о том, что это решение было исполнено. В итоге в Буковине в августе 1943 года было всего 543 колониста-крестьянина и 125 колонистов-коммерсантов, переселившихся из Южной Добруджи, а в Южной Бессарабии находились 1235 семей крестьян-колонистов (многие из них прибыли по поддельным документам). При этом в Румынии было много безземельных крестьян, а в Бессарабии и Буковине имелось большое количество пустующих земель и необитаемых построек. На конец 1942 года в Буковине пустовали 38185 гектар пахотной земли и было 11759 необитаемых домов. Примерно в тот же период в Бессарабии было 399677,5 гектар свободной пахотной земли и 61030 необитаемых домов. Румынские генералы по своей инициативе переселяли на эти земли некоторое количество румын из остальной части СССР. Так, по инициативе военного министра К. Пантази переселили из Молдаванского в апреле 1943 года на север Транснистрии 8 тысяч молдаван, которых разместили в селах, жители которых были депортированы в бывшие немецкие колонии на юго-западе Транснистрии. Кроме того, к середине 1943 года были созданы три комиссии, которые занимались отбором молдаван из числа беженцев, пытавшихся уйти в Румынию: отобранных молдаван размещали в Транснистрии. Ион Антонеску был против переселения советских румын на контролируемые Румынией территории. На заседании Совета министров 16 — 17 ноября 1943 года Ион Антонеску заявил, что восточные румыны 20 лет прожили при коммунизме, не заслуживают доверия и среди них может быть немало советских шпионов. Однако Антонеску согласился, чтобы молдаване, приживавшие восточнее Южного Буга, переселились в Транснистрию, а около 15 тысяч молдаван из Транснистрии переселились бы в Бессарабию и Буковину. Для их обустройства Антонеску разрешил использовать бесхозное немецкое и еврейское имущество. Эти планы не были выполнены. С ноября 1943 года по март 1944 года разрешение перейти Южный Буг и разместиться в Транснистрии получили 1-2 тысячи молдаван и 2 тысячи русских и украинцев. Тогда же молдаване из Молдаванского, ранее вывезенные в Северную Транснистрию, были переведены в Южную Бессарабию.
Румынизация привела к тому, что бюджеты Бессарабии и Буковины несмотря на конфискованную собственность имели огромный дефицит. Например, на конец ноября 1942 года доходы бюджета Бессарабии составили 1902,4 млн леев, из которых 1602,5 млн лей были дотациями из Бухареста.
23 августа 1944 года в Румынии произошел государственный переворот, в результате которого был свергнут Ион Антонеску и страна примкнула к Антигитлеровской коалиции. 31 августа того же года советские войска вошли в Бухарест.

Советские документы 1944 года о положении на территории освобожденной Молдавской ССР
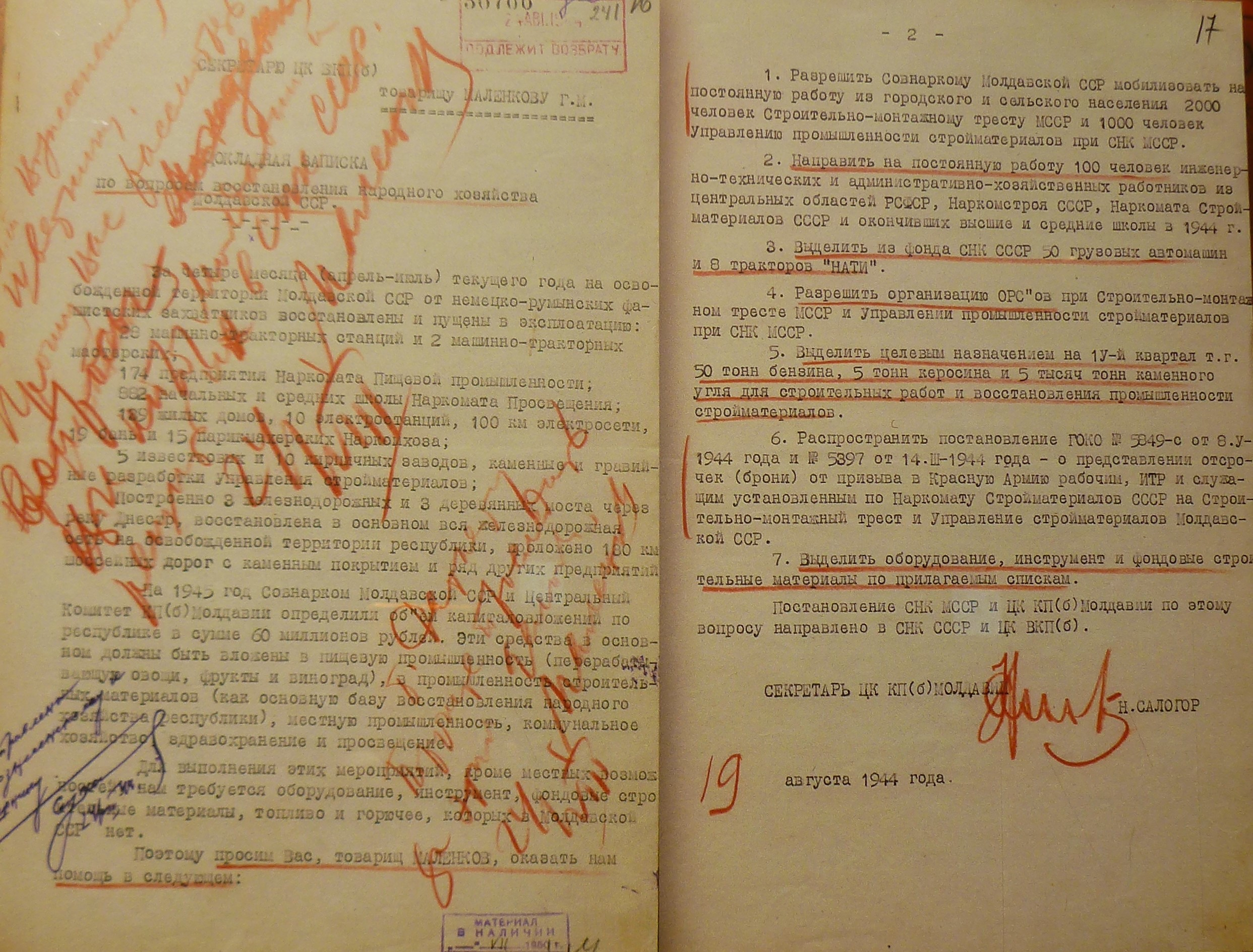
Докладная записка Н. Салогора о восстановлении народного хозяйства на освобожденных к тому времени территориях Молдавии, 19 августа 1944 года
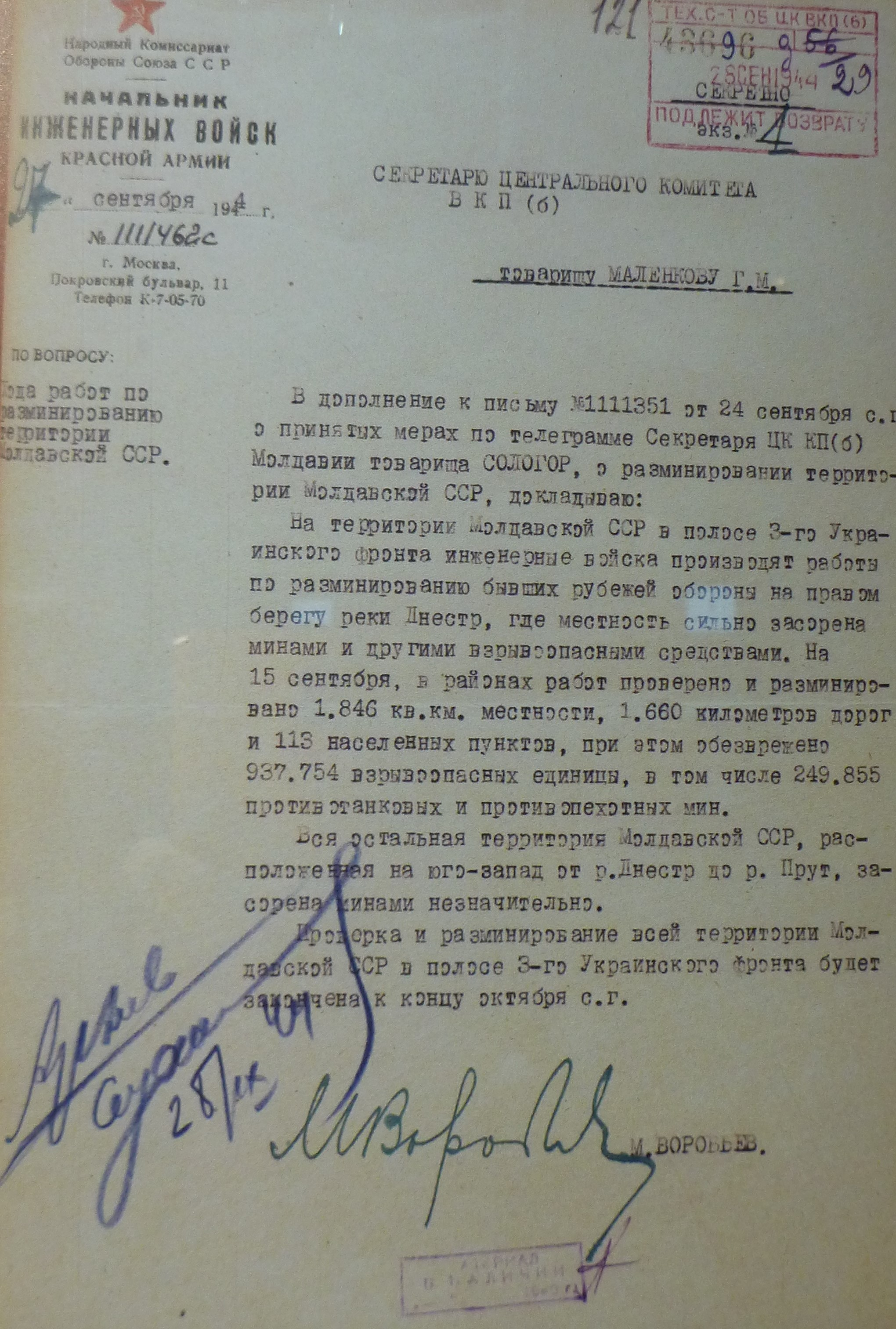
Докладная записка начальника инженерных войск РККА М. Воробьёва о ходе работ по разминированию территории Молдавии, 27 сентября 1944 года

## Подготовка процесса
Сразу после освобождения в Молдавской ССР и бывшей Транснистрии работали комиссии в составе ЧГК. Они в специальных актах документировали преступления оккупантов и коллаборационистов. Согласно докладу Республиканской комиссии по учёту ущерба Молдавской ССР, составленном не ранее июня 1945 года, всего в Молдавской ССР было создано 5270 комиссий, в которых принимали участие 19 739 человек. В этом докладе были указаны потери Молдавской ССР за период оккупации:
- «истреблено немецко-румынскими оккупантами ни в чём неповинных мужчин, женщин, стариков и детей» — 63849 человек;
- подвергнуто «истязанию и пыткам» — 20 345 человек;
- «угнали в румынское рабство» — 47 242 человека.

Из того же доклада следует, что сбор информации комиссиями начался в районах Молдавии сразу после их освобождения (не дожидаясь освобождения всей республики):

Работа по расследованию и установлению злодеяний немецко-румынских оккупантов и причиненного ими ущерба начата в северных районах республики в мае и в южных районах в сентябре 1944 г.

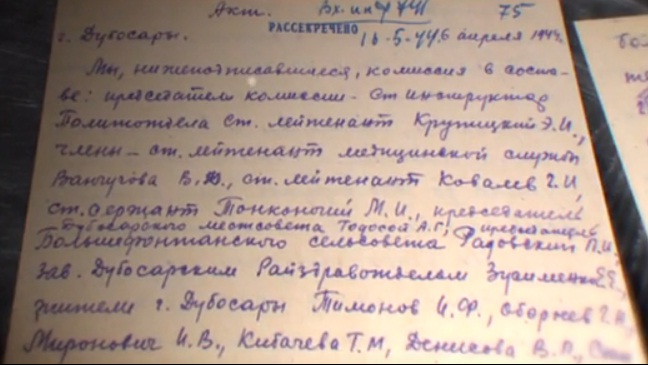
Акт комиссии в Дубоссарах от 6 апреля 1944 года с описанием преступлений периода оккупации

В докладе содержится неточность — документирование ущерба началось ещё до мая 1944 года. Уже 6 апреля 1944 года специальная комиссия в Дубоссарах составила акт о преступлениях периода оккупации. 12 июля 1944 года народный комиссар государственной безопасности Молдавской ССР Иосиф Мордовец утвердил обвинительное заключение в отношении 10 советских коллаборационистов (дело № 1103), причастных к уничтожению Дубоссарского гетто. Все они вину признали и их деяния были квалифицированы по Указу Президиума Верховного совета СССР от 12 апреля 1943 года.
В 1944 году была выпущена отдельная брошюра, которая содержала выводы ЧГК о преступлениях, совершенных немецко-румынскими оккупантами на территории Одесской области (общее количество жертв среди гражданского населения в Одесской области комиссия оценила в 200 тысяч человек).
Кроме комиссий на местах сразу после освобождения работали следователи, которые допрашивали очевидцев (как из пленных, так из числа местных жителей). В частности, Одесское областное управление НКВД 23 апреля 1944 года начало расследование по факту злодеяний в отношении узников Богдановского лагеря. Попавшего в советский плен бывший комендант Особой команды «Р» гауптштурмфюрер СС Мартин Ассмарн на допросе 20 сентября 1944 года показал, что под командованием лихтенфельдского коменданта Либля отряды немецкой самообороны в ноябре — декабре 1941 года расстреляли 16 тысяч советских евреев.
Расследованию военных преступлений способствовал тот факт, что Румыния в августе 1944 года из союзницы Германии стала её противником и приняла на себя обязательство расследовать военные преступления своих граждан.

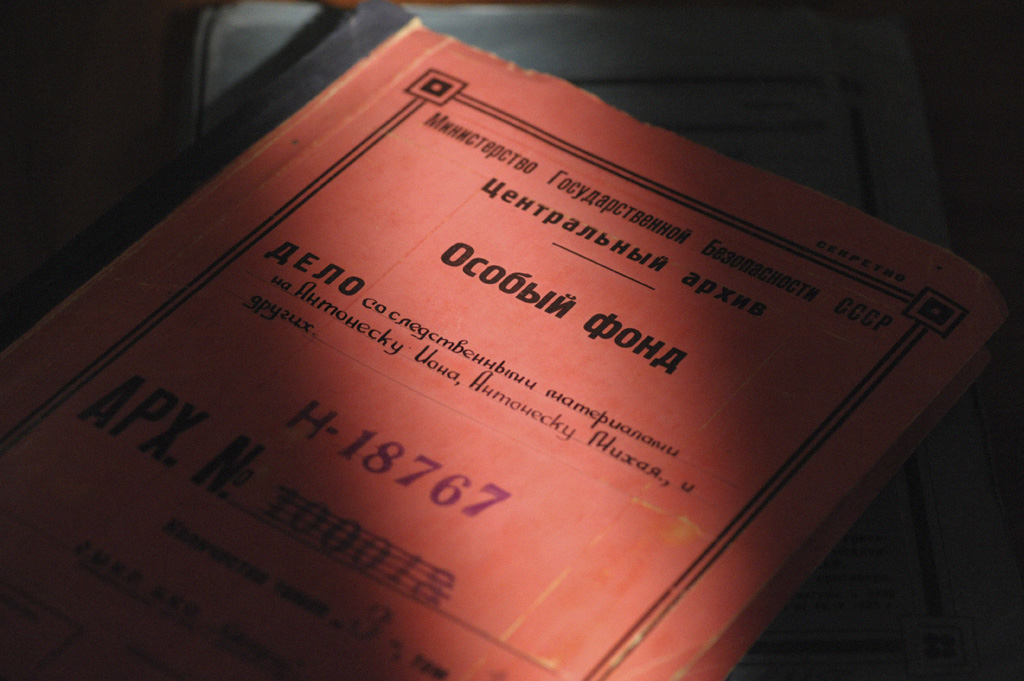
Дело в Центральном архиве ФСБ России с материалами на румынских преступников — Й. Антонеску, М. Антонеску и других

Власти Румынии в сентябре 1944 года передали советской стороне архив Специальной разведывательной службы Президиума Совета министров Румынии и сигуранцы, раскрывавший их кадры и агентуру. На основании этих данных СМЕРШ к середине ноября 1944 года арестовал в Румынии 794 человека (включая 546 агентов румынских спецслужб).
В румынский плен попали около 20 сотрудников зондеркоманды «Р» (в том числе бригадефюрер Х. Хоффмейер). Две — три недели этих офицеров СС держали в бараках Крайовы. Х. Хоффмейер и его заместитель оберштурмфюрер СС Мюллер покончили с собой. Остальных офицеров зондеркоманды «Р» отправили в советский лагерь для военнопленных.
При этом власти Румынии вели самостоятельное преследование лиц, совершивших военные преступления в том числе на оккупированной территории СССР. 12 марта 1945 года в Румынии был принят закон № 312 «О разоблачении и наказании виновных в разорении страны и военных преступлениях».

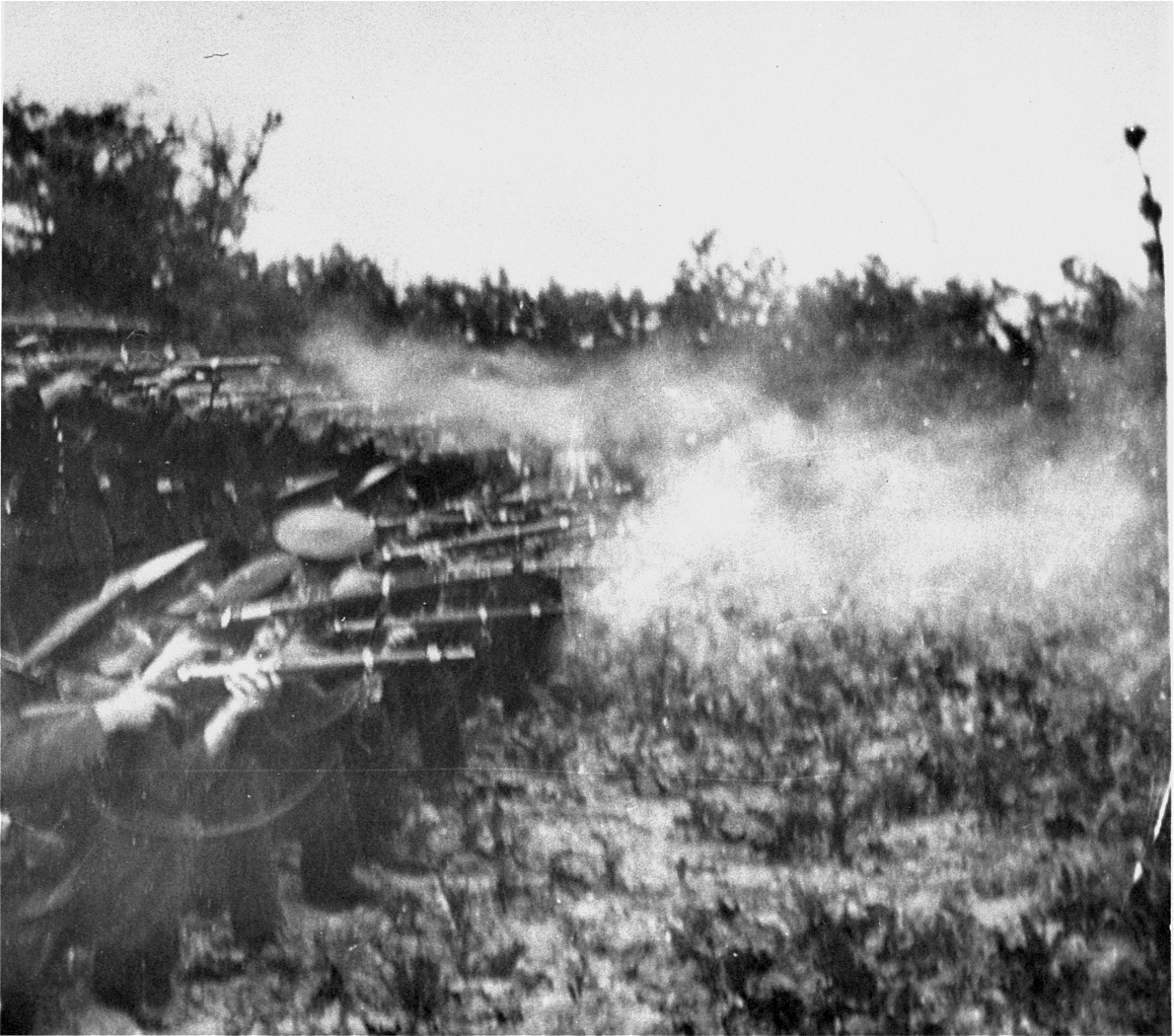
Расстрел Антонеску, 1 июня 1946 года

В Румынии прошел ряд процессов, по итогам которых были осуждены в том числе лица, совершившие преступления на территории СССР. На процессе Великой национальной измены был осужден по румынскому закону № 312 в мае 1946 года к расстрелу (вместе с Антонеску) губернатор Транснистрии Георге Алексяну. На том же процессе был осуждён к расстрелу Константин Василиу. Причем на процессе Василиу давал показания в том числе о депортации цыган в Транснистрию, в частности рассказывал о том как разрешил депортируемым осёдлым цыганам брать лишь столько имущества, сколько они могли унести на себе. На процессе 1946 года были осуждены бессарабский инспектор жандармерии полковник Теодор Мекулеску (он во исполнении приказов Василиу призывал своих подчиненных убивать всех евреев в Бессарабии), а также жандармский инспектор Буковины полковник Ион Мынекуцэ (он передал своим подчиненным приказ об уничтожении евреев, но посоветовал подчиненным жандармам следовать голосу совести). Оба получили наказание: Мекулеску приговорили к 15 годам строгого режима и 10 годам поражения в гражданских правах, а Мынекуцэ приговорили к 5 годам исправительной тюрьмы и 5 годам поражения в гражданских правах.
В Румынии был создан Народный трибунал в Бухаресте (действовал до 28 июня 1946 года), который рассматривал дела о военных преступлениях на территории СССР. В частности, 22 февраля 1946 года Трибунал народа в Бухаресте начал рассматривать дело в отношении бывшего губернатора Бессарабии Константина Войкулеску, который в итоге был приговорен к тюремному заключению (умер в тюрьме в 1955 году).
В 1945—1946 годах в разных городах СССР прошли открытые судебные процессы в отношении иностранных военнопленных по обвинению в военных преступлениях. Среди них не было ни одного румына и ни один из этих процессов не проходил в Молдавии. Тем не менее, на Николаевском судебном процессе в январе 1946 года был осужден (в том числе за преступления в Бендерах) и повешен фельдфебель полевой жандармерии Роберт Берг.
В 1945—1946 годах в СССР румын за военные преступления судили как советских коллаборационистов. Этому способствовал тот факт, что в преступлениях участвовали жители Бессарабии, которые до 1940 года были румынскими гражданами, а затем стали советскими гражданами. Поэтому советские власти имели право карать их (в отличие от немецких военнопленных) за измену Родине.
В 1945 году прошел Дубоссарский судебный процесс (дело № 1103), в ходе которого судили организаторов массовых убийств в Дубоссарах и соседних населенных пунктах в 1941 году. Всего судили 11 местных жителей, которых арестовали в апреле 1944 года. Военная коллегия Верховного суда Молдавской ССР приговорила 3-х подсудимых (Деменчука, Витеза и Концевича) к расстрелу, а остальных подсудимых к различным срокам заключения.
В 1944—1947 годах прошел ряд процессов в отношении бывших участников немецкой самообороны Транснистрии, по итогам которых 12 человек были осуждены к разным срокам лишения свободы (из них 8 человек получили по 10 лет)
18 мая 1947 года министр внутренних дел С. Н. Круглов представил заместителю председателя Совета Министров СССР В. М. Молотову проект правительственного постановления о проведении открытых судебных процессов в девяти городах: Севастополе, Кишиневе, Чернигове, Витебске, Бобруйске, Сталино, Полтаве, Гомеле, Новгороде.
Проект допускал, что судить будут в том числе лиц, которые не признали вину.
В начале сентября 1947 года Круглов и заместитель министра иностранных дел Вышинский в письме И. В. Сталину указали, что сотрудники Министерства внутренних дел собрали материалы на предание суду 136 военных преступников, в том числе 19 генералов, 68 офицеров и 49 солдат. В связи с этим Круглов и Вышинский предложили межведомственную комиссию по организации судебных процессов в следующем составе:
- министр юстиции Н. М. Рычков (председатель),
- первый заместитель Генерального прокурора СССР Г. Н. Сафонов (заместитель);
- министр внутренних дел С. Н. Круглов;
- заместитель министра государственной безопасности С. И. Огольцов;
- председатель Верховного суда СССР И. Т. Голяков;
- начальник Договорно-правового управления Министерства иностранных дел С. А. Голунский.

10 сентября 1947 года Совет Министров СССР принял постановление об организации открытых судебных процессов в указанных девяти городах.
В ноябре 1947 года прошел Севастопольский судебный процесс. Один из подсудимых Севастопольского процесса — капитан Пауль Кинне — был осужден в том числе за расстрел в Молдавии в мае 1944 года в районе деревни Бума (25 километров от Кишинёва) около 100 раненных военнопленных.

## Состав суда
Дело рассматривал военный трибунал Одесского военного округа в составе:
- Председательствующий — полковник юстиции Зонов;
- Члены трибунала — И. Алексеев (подполковник юстиции) и С. Фомичёв (подполковник юстиции).

## Государственный обвинитель
Государственное обвинение поддерживал генерал-майор юстиции В. Израильян.

## Подсудимые Кишинёвского процесса и предъявленные им обвинения

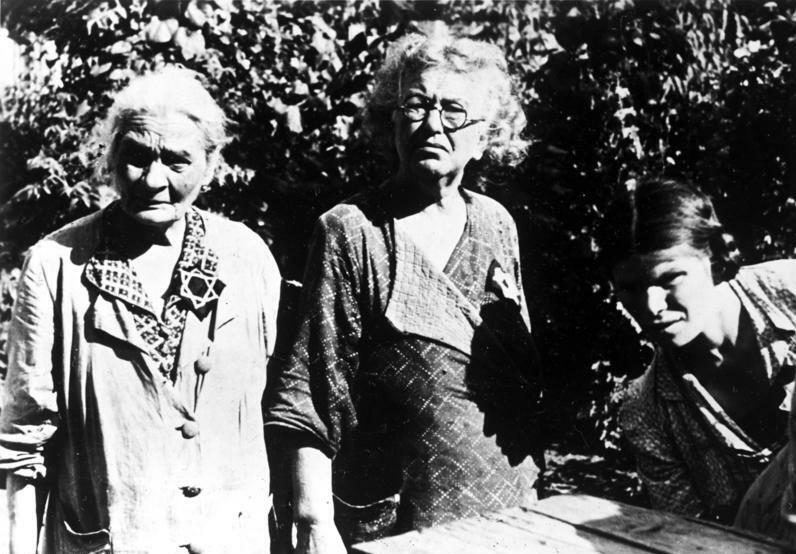
Еврейки в Кишинёвском гетто, август 1941 года

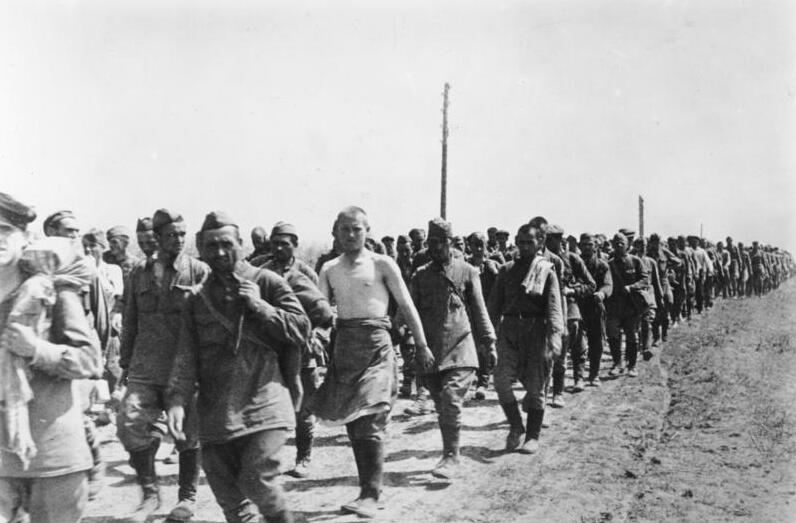
Советские военнопленные в районе Балты, август 1941 года

Конкретные обвинения были следующие:
- Станислаус фон Девиц-Кребс, 1892 года рождения, генерал-майор, военный комендант (29 мая — 21 августа 1944 года) и начальник гарнизона Кишинёва. Обвинялся в том, что приказал расстрелять 2,6 тысяч военнопленных РККА, сжечь заживо около 2 тысяч женщин, стариков и детей в пригородных селах Кишинёва. Кроме того, фон Девиц-Кребс устроил «тифозный заповедник» для массового уничтожения крестьян. Он также насильно согнал жителей Кишинёва на оборонительные работы. Кроме того, фон Девиц-Кребс утвердил схемы разрушения Кишинёва и снабдил солдат взрывчаткой. Согласно обвинительному заключению, фон Девиц-Кребс показал: «Я должен отвечать за весь ущерб, нанесенный Советскому Союзу в результате вывода из строя и уничтожения жизненно важных объектов г. Кишинева»[108];
- Хайнц Клик, 1916 года рождения, обер-лейтенант. Исполняя приказы фон Девица-Кребса, Х. Клик уничтожил Кишинёв, а также сгонял население на оборонительные работы. Согласно обвинительному заключению, Клик показал, что когда 21 августа 1944 года узнал, что фон Девиц-Кребс покинул Кишинев, то «обратился к командиру саперных частей, от которого и получил письменный приказ о взрыве», который исполнил «в точности»[108];
- Вильгельм Гайсельгардт, зондерфюрер. Организовал в селе Ново-Князевка трудовую колонию (и стал её начальником), куда согнал более 300 жителей. При отступлении угнал население колонии, а её разграбил;
- Юстин Мариною, 1895 года рождения, полковник румынской армии. Организовал массовые убийства (в которых лично участвовал) на территории Молдавской ССР, Украинской ССР (Черновицкая область, Бердянск), в Крыму. Также занимался грабежами монастырей, в том числе Цыганештского. В частности, 8 июля 1941 года 13-й полк горных егерей, которым командовал Мариною, вступил в село Купка (Буковина)[109]. Мариною приказал немедленно арестовать и расстрелять всех евреев[109]. Кроме того, Мариною настоял, чтобы были арестованы и расстреляны все евреи соседних с Купкой сел — Серата, Адынката и Кельменцы[109]. Евреев расстреливали либо потому, что они были евреями, либо обвиняли их в том, что они стреляли по румынским войскам[109]. Также Мариною обвинялся в том, что насиловал женщин;
- Аурел Бугнару, 1914 года рождения, капитан румынской жандармерии. Под предлогам борьбы с партизанами арестовывал и подвергал пыткам жителей сел Молдавии и города Одессы;
- Ион Журя, Радукан Шонтя, Василе Маринаш и Петре Шувар, лейтенанты румынской жандармерии — помогали своему начальнику Бугнару в арестах и пытках жителей сел Молдавии и Одессы;
- И. Деметриан, 1915 года рождения, лейтенант румынской жандармерии — помогал своему начальнику Бугнару в арестах и пытках жителей сел Молдавии и Одессы. Также Деметриан в 1941 году арестовывал жителей Одесской области и Молдавии для угона в Германию.

Подсудимый Гайсельгардт также обвинялся в том, что будучи в период с июня 1942 года по январь 1943 года был сельскохозяйственным комендантом в Белолуцком районе, изымал у местного населения птицу, скот и зерно, угонял местных жителей в Германию, а также лично застрелил советского гражданина.

## Правовая квалификация деяний подсудимых
Всех обвиняемых судили по статье 1 указа Президиума Верховного совета СССР от 19 апреля 1943 года.

## Доказательства обвинения
В качестве доказательств вины подсудимых использовались следующие:
- Показания свидетелей (как из числа советских граждан, так и из числа военнопленных). В частности, полковник Эрнест Албустин показал на процессе, что его начальник Мариною приказал расстрелять евреев Купки, Серата, Адынката и Кельменцев по его, Мариною, инициативе[109]. Албустин сообщил, что у Мариною не было приказа уничтожать евреев[109];
- Собственные признания подсудимых;
- Показания подсудимых в отношении друг друга.
- Акты комиссий в составе Чрезвычайной государственной комиссии;
- Судебно-медицинские акты;
- Фотографии;
- Иные документы

## Линия защиты и адвокаты подсудимых
Подсудимых защищали советские адвокаты по назначению:
- Попов-Юдинов;
- Серебряков;
- Мандривный;
- Коваль;
- Фурс.

## Здание судебного процесса

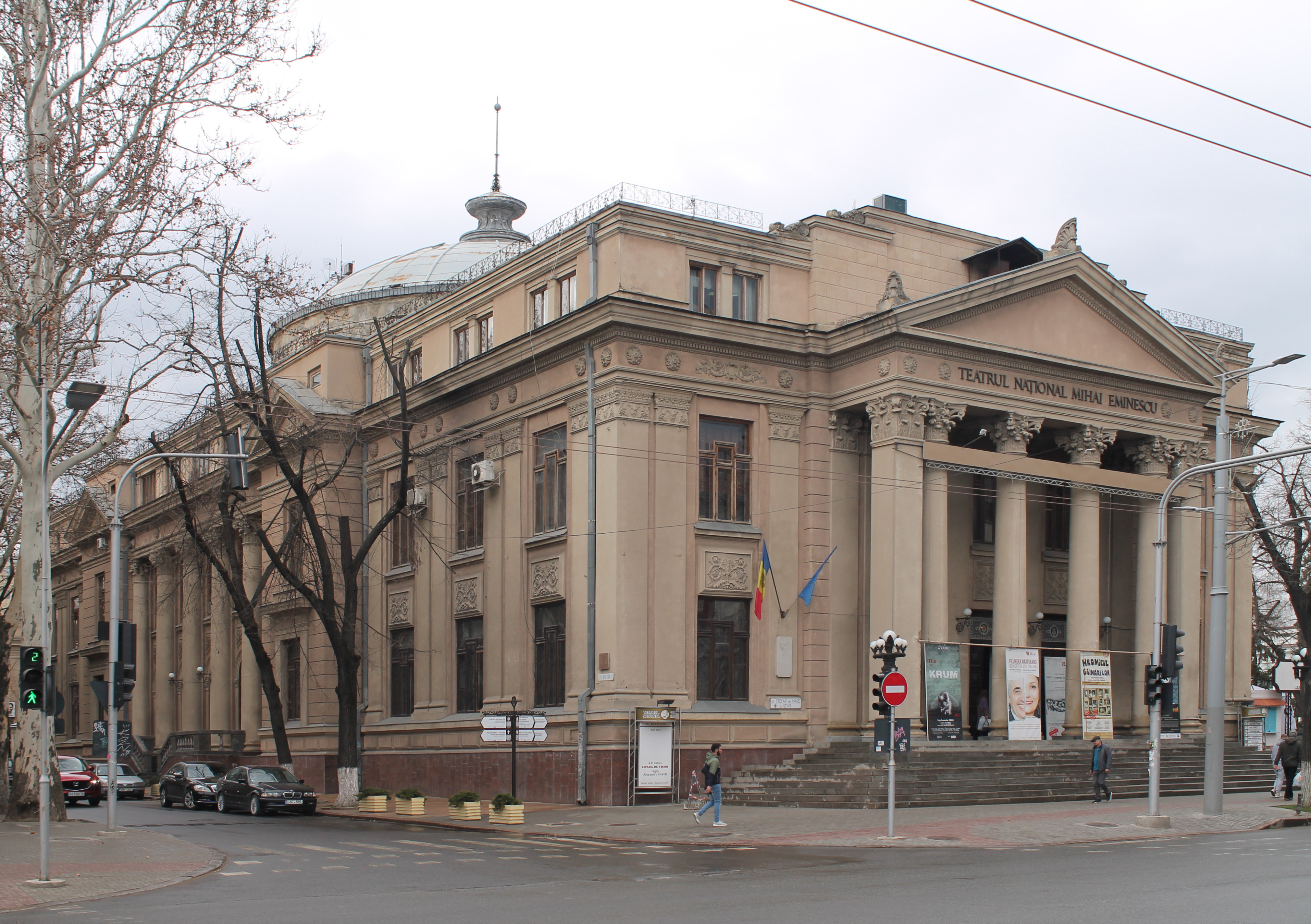
Здание, где проходил Кишинёвский процесс. Фото 2019 года

Кишинёвский судебный процесс проходил с 6 по 13 декабря 1947 года в здании Государственного русского драматического театра.

## Приговор, его обжалование и исполнение
13 декабря 1947 года суд огласил приговор:
- 8 подсудимых (С. фон Девиц-Кребс, Х. Клик, В. Гайсельгардт, Д. Мариною, Р. Шонтя, А. Бугнару, И. Деметриан) — 25 лет каждому;
- 2 подсудимых (румыны П. Шувар и В. Маринаш) — 20 лет каждому.

С. фон Девиц-Кребс умер в Воркутлаге 11 октября 1948 года. Остальные осужденные были отпущены на родину после 1955 года.

## Освещение процесса в СМИ
Кишинёвский судебный процесс освещался в советских газетах. В частности, в «Известиях» были опубликованы два репортажа, переданные собственным корреспондентом Кабариным из Кишинёва по телефону.
Этот объём освещения в «Известиях» был примерно таким же, как и в отношении Севастопольского судебного процесса, по которому также вышли два репортажа для «Известий» (опубликованы 16 и 21 ноября 1947 года), которые передал из Севастополя по телефону корреспондент Леонид Кудреватых.
Процесс также широко освещался в местной прессе. В частности, в газете «Советская Молдавия» 7 декабря 1947 года было опубликовано обвинительное заключение.

## Последующие судебные процессы
После Кишиневского процесса продолжилось выявление и наказание лиц, виновных в преступлениях на территории, оккупированной немецко-румынскими войсками. Причем суды шли как в СССР, так и в Румынии.
В 1948 году в Румынии был арестован и осужден к тюремному заключению за преступления на советской территории бывший губернатор Бессарабии генерал Олимпиу Ставрат (освобожден в 1955 году). Осенью 1948 года в Бухаресте были арестованы и переданы СССР редактора выходивших в оккупированном Кишиневе газет: Серджиу Рошка (газета «Басарабия») и Василе Цепордей (газета «Раза»). Редактора были осуждены за фашистскую пропаганду и обоснование политики террора и геноцида. В 1950 году был арестован и через два года пребывания в румынской тюрьме передан в СССР главный редактор «Вяца Басарабией» Пантелеймон Халиппа. В СССР Халиппа был приговорен к 25 годам.
Приговором от 8 января 1949 года был осуждён военный комендант Кишинёва, Думитру Тудосе. На процессе Тудосе одним из главных свидетелей обвинения был врач Александру Герович, который лечил евреев после инцидента в Гидигиче. В 1953 году был осужден к 6 годам строгого режима лейтенант Августин Рошка, который командовал полицейской ротой, конвоировавшей евреев из Секурянского лагеря: по пути следования всех евреев, кто не мог идти, расстреливали и закапывали на месте (для этого через каждые 10 километров силами мобилизованных местных жителей вырыли могилы на 100 трупов каждая). Всего по ходу движения колонны, которую конвоировали Рошка и его подчиненные, были расстреляны по пути из Сокирян до Отачи, по признанию Рошки, около 500 евреев.

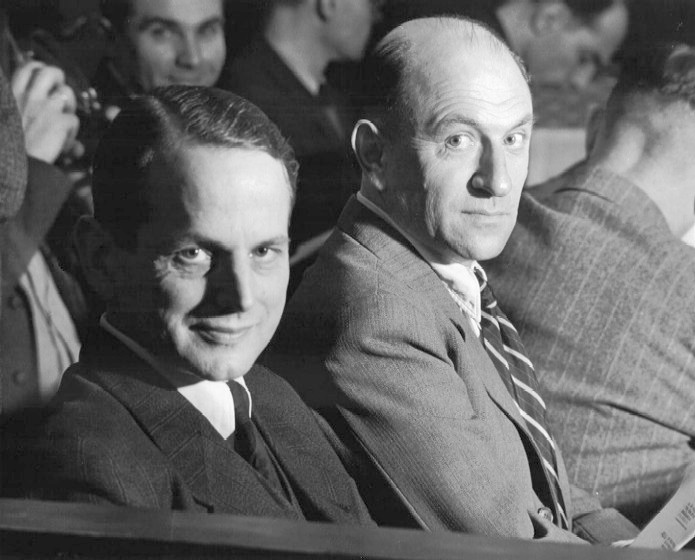
Отто Олендорф (слева) во время процесса

Отто Олендорф, чья айнзатцгруппа D занималась уничтожением евреев Северной Буковины, был осужден на «малом» Нюрнбергском процессе к смертной казни и был повешен 7 июня 1951 года. В 1970 году в ФРГ был осужден к пожизненному заключению Пауль Цапп, организатор массового убийства евреев Кишинёва. Он был досрочно освобожден в 1986 году.
Продолжилось после 1948 года выявление и наказание фольксдойче, совершивших преступления в Транснистрии в составе немецкой самообороны. В 1948—1950 годах в СССР были осуждены 37 бывших участников немецкой самообороны (35 из них получили 25 лет лагерей, а ещё 2 человека — по 10 лет лагерей). Затем в СССР была восстановлена смертная казнь, которую стали назначать вновь осужденным участникам немецкой самообороны. Так, в 1951—1952 годах были осуждены 38 участников самообороны: 16 к расстрелу, а 22 — к 25 годам). В 1953—1954 годах были осуждены 3 участника немецкой самообороны: 2 к расстрелу, 1 к 25 годам. После смерти Сталина началась волна пересмотров приговоров.
Так бывший заместитель командира отряда самообороны в Раштадте Иван (Иоганн) Леопольдович Гертнер (осужден в мае 1949 года военным трибуналом войск МВД Средне-Азиатского округа к 25 годам) летом 1956 года добился освобождения и снятия судимости. Гертнер сослался на нарушения в ходе следствия и отказался от своих признательных показаний (то же сделал и главный свидетель Рейхерт). Впрочем, добиться пересмотра удалось не всем. Например, старший полицейский села Мюнхен Я. Л. Томме (осужден закрытым заседанием военного трибунала Западно-
Сибирского военного округа 30 июля 1947 года к 25 годам за измену Родине — принятие германского гражданства, служба в СС в 1944—1945 годах, участие в расстрелах евреев и цыган в 1942—1943 годах у хутора Новая Америка) не смог в 1956 году добиться досрочного освобождения.
С 1956 года в разных городах СССР прошла серия процессов в отношении участников немецкой самообороны. Причем перед судом представили (уже как каратели) ранее осужденные за пособничество и позднее амнистированные фольксдойче. Летом 1956 года в Костроме осудили трех бывших участников отряда самообороны села Вормс, замешанных в расстрелах мирных жителей на «Березовском поле». На следующий год в Одессе осудили ещё трех членов Вормского отряда. В ноябре — декабре 1957 года в Одессе прошел открытый судебный процесс над подозреваемыми Ф. А. Швенком, Р. Г. Миндтом, Г. П. Редманом, Р. Ф. Брауном, Э. Э. Редингером, Р. Г. Траутманом, Э. Я. Франком и Я. И. Кноделем. Впрочем, никто из них к смертной казни осужден не был. В 1960—1967 годах прошли судебные процессы в отношении членов немецкой самообороны в Первомайске, в Одессе (3 процесса, из них 2 закрытых), Доманевке (открытый процесс), Николаеве (2 процесса). Многие осужденные были приговорены к расстрелу. Так, из 11 подсудимых процесса в Николаеве (сентябрь 1967 года) все 11 человек были осуждены к смертной казни за участие в массовых расстрелах. Среди осужденных к смертной казни (1964 год) был И. Л. Гертнер. В конце 1950-х — 1960-е годы не только допрашивали свидетелей, но и вновь проводили осмотры мест преступления и экспертизы останков жертв. Специальная следственная группа к 1965 году на предмет расследования дел о самообороне изучила материалы более чем 100 уголовных дел на немцев, осужденных за измену Родине, а также более 10 тысяч дел немцев-спецпоселенцев.
С конца 1950-х годов расследование преступлений на территории Транснистрии шло также в ФРГ. В 1959 году Центральное Бюро управлений юстиции федеральных земель для расследования преступлений национал-социализма возбудило по заявлению проживающего в Канаде бывшего учителя из колонии Зельц, в котором он обвинял коменданта Норберта Пашвёля (Paschwöll) в расстреле смешанных немецко-еврейских семей. В ходе следствия главным подозреваемым в совершении убийств стал начальник штаба ОК «Р» в Транснистрии Клаус Зиберт и его подчиненные. Затем дело было передано в прокуратуру Дортмунда, которая вела его с большими перерывали до 1990-х годов. Однако перед судом престал только один Клаус Зиберт — его дело передали в земельный суд города Хагена. Остальные обвиняемые — коменданты
Б. Штрайт и Ф. Либль, а также их подчиненные Ф. Клейлинг и В. Петерсен — из-за преклонного возраста и по состоянию здоровья были освобождены от участия в судебных заседаниях. Следствие по делу К. Зиберта было приостановлено, но в 1994 году возобновлено на основании обращения властей Канады. Тем не менее, за все годы в ФРГ был осужден за военные преступления на территории Транснистрии только один участник немецкой самообороны — Иоганн Хернер (Гернер).
В розыск в ФРГ были объявлены более 450 участников отрядов самообороны, но из них в отношении примерно 400 человек розыск прекратили по причине смерти или из-за невозможности установить место жительства. При этом власти ФРГ рассматривали проживавших в СССР членов немецкой самообороны (принявших в годы войны гражданство Третьего рейха) как советских граждан. Поэтому на обращение родственников арестованных в посольство ФРГ в Москве помощи оказано не было. В отношении членов немецкой самообороны, проживавших в ФРГ подход был иным. Власти ФРГ не считали сам факт службы в самообороне преступлением. В 1970-е — 1980-е годы власти СССР передавали в ФРГ информацию о членах самообороны, подозреваемых в военных преступлениях.
В 1970-е годы в СССР судили фельдфебеля Вальтера Келлера, организатора массовых расстрелов евреев в районе Дубоссар в 1941 году. Продолжалось сотрудничество СССР и властей Румынии в расследовании военных преступлений. Так, в 1960 году по просьбе советских властей Главная прокуратура Румынии допрашивала бывших жандармов о событиях в Богдановском лагере.

## Процесс в культуре
Летом 2021 года был снят документальный телевизионный сериал об открытых судебных процессах в СССР. В октябре 2021 года на телеканале «Звезда» вышла серия про Кишинёвский и Черниговский процессы под названием: «Военные трибуналы. Черниговский и Кишиневский процессы. Двойное возмездие.»

## Доступ к материалам процесса
Материалы Кишиневского процесса хранятся в Центральном архиве ФСБ России (дело 1083). Они доступны исследователям — в частности, с ними работал румынский исследователь В. А. Солонарь. Некоторые материалы были опубликованы:
- Обвинительное заключение — в газете «Советская Молдавия» за 7 декабря 1947 года (выдержка из него была переиздана в 1976 году в сборнике « Молдавская ССР в Великой Отечественной войне Советского Союза 1941—1945.»).